# Custódio José de Araújo Pereira
Custódio José de Araújo Pereira, sacerdote da Diocese de Braga, nasceu em 1777 ou 1778, no lugar do Paço da freguesia do Couto de São Salvador do Souto, Terras de Bouro, e coadjuvou o seu tio e homónimo em Touguinhó desde 1803, tornando-se abade titular em 1818.

## História
O pároco de Touguinhó tinha grandes rendimentos e por isso a paróquia era cobiçada, como se deduz do célebre dito: "Em Touguinha estou, Tougues vejo, Touguinhó desejo". O abade Custódio José, que fora afoito miguelista, temendo a perseguição, em 1834 ausentou-se para a sua terra natal. Na versão dum ex-voto conservado no Museu Municipal da Póvoa de Varzim , as coisas foram menos pacíficas: em 1834, ele foi preso e puseram-no fora da sua abadia.
Em 1838, obteve autorização do Governo Civil para regressar a Touguinhó, o que só concretizou em 1841. Herdou do seu antecessor uma muito grande fortuna e, "apesar de ter desbaratado muito dinheiro na causa miguelista, ainda assim continuou rico bastante, como pároco de Touguinhó, para mandar fazer uma igreja nova, como prometeu (…) em 9 de Dezembro de 1830" (Silva Rodrigues).
De acordo com o inquérito de 1825, transcrito pelo Pe. Franquelim N. Soares, Custódio José residia em Touguinhó desde há 23 anos e era "de bom porte e distintos costumes".
Vinte anos mais tarde, o Pe. Domingos da Soledade Silos, no inquérito paroquial, depois de ter dito que o abade Custódio José tinha residido sempre em Touguinhó, "à excepção de seis anos, que esteve fora do benefício por ter dado donativos a D. Miguel, do qual foi sectário acérrimo", declara que a "sua conduta é boa, porque a sua idade e educação não o deixa ser mau".
Embora o não pareça, vindo de quem vem, isto é um notável elogio. Mas esqueceu-se de dizer que fora este abade que pagara a nova igreja paroquial e provavelmente também a grandiosa residência. Se é que não custeara antes a Ponte d´Este… pois quem a pagaria naquele ano de guerra civil que foi 1834? (a inscrição que se lê na ponte e que a dá como obra do Estado não parece de fiar. Que Estado? O que D. Miguel liderava ou o que liderava o seu irmão D. Pedro?)
Ainda segundo o Pe. Franquelim N. Soares, o testamento deste abade, feito em 21 de Outubro de 1852, é "impressionante pela enorme riqueza e caridade cristã e reflecte bem a espiritualidade do seu tempo".